# Foodle
O Foodle não é um cão de raça pura. É um cruzamento entre o Fox Terrier e o Poodle. A melhor maneira de ter uma aproximação do tipo de temperamento que apresenta uma raça híbrida poderia analisá-se o carácter das raças empregadas no cruzamento.